# اولگا مدودتسوا
اولگا مدودتسوا (روسی: Ольга Валерьевна Медведцева؛ زادهٔ ۷ ژوئیهٔ ۱۹۷۵) ورزشکار دوگانه اهل روسیه بود.
وی همچنین برندهٔ جوایزی همچون نشان دوستی شده‌است.
او با شرکت در مسابقات بین‌المللی روسیه و نتایج خوبی را به دست‌آورد. ۱۹۹۲ تا ۱۹۹۸  عضو تیم ملی اسکی کراس کانتری روسیه برای تیم‌های جوانان و پایه بود.
در سال ۱۹۹۳ توانست برنده مسابقات قهرمانی جهان در جمهوری چک شود.
در سال ۱۹۹۴ نیز توانست مدال نقره مسابقات جهانی از اتریش را بگیرد.
او در سال ۱۹۹۵ ازدواج کردو در آوریل سال ۱۹۹۶ صاحب دختری به نام داریا شد و از نوامبر همان سال به تمرینات تیم ملی بازگشت.